# Musée préfectoral de Koundara
Le musée préfectoral de Koundara est un musée de Nzérékoré, en république de Guinée. Il est connu pour sa collection d'objet de cultes animistes.

## Voir également
- Liste de musées en Guinée